# 松岡聡 (計算機科学者)
松岡 聡（まつおか さとし、1963年 - ）は、日本の計算機科学者。東京都出身。

## 来歴・人物
1982年私立武蔵高校卒、1986年東京大学理学部情報科学科卒。高校3年から修士課程までの間、創業期のハル研究所に関わり、後に任天堂代表取締役となる岩田聡と共同でファミリーコンピュータ専用ソフト『ピンボール』の開発等に携わる。
1989年同大学大学院博士課程から、学情報科学科助手に採用、同大学情報工学専攻講師を経て、1996年に東京工業大学情報理工学研究科数理・計算科学専攻助教授。2001年4月に東京工業大学学術国際情報センター教授、2002年より国立情報学研究所の客員教授を併任。1993年 7月博士（理学）（東京大学）。学位論文の題は「Language Features for Extensibility and Re-use in Concurrent Object-Oriented Languages（並列オブジェクト指向言語における拡張性と再利用のための言語機構）」。2018年理化学研究所計算科学研究センター（R-CCS）センター長、東京工業大学客員教授。
専門は高性能並列システム(GPU・省電力・高信頼／大規模データ処理、高性能AI等)。
ACM HiPCを含む、主要国際学会のプログラム委員長職等を歴任。
東京工業大学学術国際情報センターが運営するスーパーコンピューターTSUBAMEの責任者・設計者として知られる。
スーパーコンピューターTSUBAMEのシリーズの研究開発に携わり、省電力を含む数々の指標で世界のトップランクを獲得すると共に、超並列計算機の並列アルゴリズムやプログラミング、耐故障性、省電力化、ビッグデータやAIとの融合などの基礎研究に携わる。
米国計算機学会(ACM)フェロー(2009年)、ACM Gordon Bell賞(2011年)、文部科学大臣表彰(2013年)などを経て、2014年、スーパコンピュータ分野の最高峰賞であるIEEE Sidney Fernbach賞を日本人としては初めて受賞。2018年にはACMが主催するHPDC国際学会のキャリア賞を、2019年にはSCAsia 2019にてAsia HPC Leadership Awardを受賞。
TOP500、HPCG、HPL-AI、Graph500において、2020年6月および11月と二期連続の史上初世界1位四冠を達成したスーパーコンピュータ「富岳」の総責任者。

## 受賞歴・栄典
- IEEE Best Paper Award, IEEE Visual Languages Symposium   (1995年）
- 情報処理学会論文賞（1996年）
- 情報処理学会坂井記念賞（1999年）
- Computerworld Computing Honors Laureate   （2002年）
- ACM Recognition of Service Award   （2002年）
- IEEE IEEE Supercomputing StorCloud Challenge " Most Innovative Use of Storage In Support of Science " Award   （2005年）
- 学術振興会賞(JSPS Award)（2006年）
- The 28th Top500 "No.1 SuperComputer in Asia"   （2006年）
- International Supercomputing Conference ISC 2008 Award   （2008年）
- International Supercomputing Conference Fellow   （2009年）
- The HPC Wire People to Watch in 2010   （2010年）
- Association for Computing Machinery Fellow   （2011年）
- The Promotion Foundation for Electrical Science ESPS Award   （2011年）
- （公財）電気科学技術奨励会 電気科学技術奨励賞 「運用世界一グリーンスパコンのTSUBAME2.0を実現した研究開発」  （2011年）
- 文部科学省 文部科学大臣表彰 科学技術賞（開発部門） 「運用世界一グリーンペタスパコンの開発」  （2012年）
- （公財） 大川情報通信基金 大川出版賞 岩波講座 計算科学 別巻「スーパーコンピュータ」  （2014年）
- シドニー・ファーンバック賞 （2014年）、IEEE/ACMスーパーコンピューティング国際会議（於米ニューオリンズ市）（2014年11月18日授賞式）
- HPC Wire HPC Wire 2015 Readers Choice Awards Outstanding Leadership in HPC     co-award with Prof. Jack Dongarra, Univ. Tennessee（2015年）
- The HPC Wire People to Watch in 2017   （2017年）
- ACM 2018 ACM HPDC Achievement Award   （2018年）
- SC Asia SC Asia 2019 Asia HPC Leadership Award   （2019年）
- 紫綬褒章 (2022年)[7][8]
- シーモア・クレイ賞 (2022年) [9]
- C&C賞 (2022年)[10]

## 著作
- 「スパコン富岳の挑戦 GAFAなき日本の戦い方」 文春新書 2022年